# جون بلاك (سياسي أمريكي، مواليد 1827)
جون بلاك (بالإنجليزية: John Black) هو سياسي أمريكي، ولد في 1827 في بيتش في فرنسا، وتوفي في 1899. نشط حزبياً في الحزب الديمقراطي. وقد انتخب عضو جمعية ولاية ويسكونسن وانتخب عضو مجلس ولاية ويسكونسن وانتخب عمدة ميلواكي، ويسكنسن (1878 – 1880).